# 2,6-Dihydroxynaphthalin
2,6-Dihydroxynaphthalin ist eine chemische Verbindung aus der Gruppe der Naphthalindiole.

## Synthese
2,6-Dihydroxynaphthalin wurde erstmals 1881 von Henry Edward Armstrong und N. C. Graham synthetisiert. Hierbei gingen sie ähnlich wie bei der Synthese von 1,7-Dihydroxynaphthalin vor. Das Dikalium-Salz der 2,6-Naphthalindisulfonsäure wurde mit Kaliumhydroxid verschmolzen, die Schmelze in konzentrierter Salzsäure aufgelöst und das Produkt mit Diethylether extrahiert.

## Verwendung
2,6-Dihydroxynaphthalin kann als Kupplungskomponente mit diazotierten aromatischen Aminen unter sauren Bedingungen in der 1-Position zu Monoazo- und unter alkalischen Bedingungen in der 1- und 5-Position zu Disazoverbindungen gekuppelt werden.